# Thomas Kelly-Kenny
Thomas Kelly-Kenny GCB GCVO (1840-1914) was een Brits militair die als generaal in de Tweede Boerenoorlog bevelhebber was van de 6e Infanterie Divisie van het Britse leger.

## Militaire loopbaan
Kelly-Kenny werd op 27 februari 1840 in Doolough Lodge, Treanmanagh bij Mullagh in County Clare, Ierland geboren. Hij werd katholiek gedoopt als "Thomas Kelly" maar droeg na 1874 de achternaam Kelly-Kenny
In 1858 nam Thomas Kelly-Kenny dienst in het Britse leger. Hij werd infanterist. In 1860 kocht hij een officierspatent en werd hij luitenant. In 1866 kocht hij een commissie als kapitein. Hij diende in deze jaren in Zuid-Afrika en Bombay.
Na een voorspoedige carrière werd luitenant-generaal Thomas Kelly-Kenny in 1899 ingezet aan het front in de Tweede Boerenoorlog. Hij werd tweemaal in een dagorder vermeld en droeg de Queen’s South African Medal met vier gespen.
Hij vocht bij de verovering van Kimberley, de slag bij Paardeberg, Poplar Grove en Driefontein.
Voor het bloedbad onder de Britse troepen bij Cronje was Thomas Kelly-Kenny's superieur Horatio Kitchener verantwoordelijk. Thomas Kelly-Kenny had een voorzichtig aanvalsplan opgesteld, Kitchener zette de door hem voorgestelde ongedekte aanval op de loopgraven van de Boeren door. Het resultaat, honderden onnodige doden aan Britse zijde, werd "Bloody Sunday" genoemd. Het gevecht werd door de Britten onder Edmund Allenby gewonnen.
Tussen 1901 en 1904 was Thomas Kelly-Kenny adjudant-generaal van de Britse Strijdkrachten. Eduard VII zond hem en de heraut van de Orde van de Kousenband naar Japan om daar de keizer in deze orde te installeren. De generaal had goede contacten aan het hof. De prins van Wales, de toekomstige George V bezocht in 1906 het Ierse huis van Thomas Kelly-Kenny in Clare. Sir Thomas ging in 1907 met pensioen en overleed in 1914.
- Ensign: 2 februari 1858[1]
- Lieutenant: 12 oktober 1860[1]
- Captain: 20 juli 1866[1]
- Major:
- Lieutenant Colonel: 26 juli 1881[1]
- Colonel: 1887[1]
- Major General: 1897
- Lieutenant General: 1899
- General:

## Onderscheidingen
- Ridder Grootkruis in de Orde van het Bad Militaire Divisie op 21 juni 1904
  - Ridder Commandeur in de Orde van het Bad in 1902
  - Lid in de Orde van het Bad
- Ridder Grootkruis in de Orde van Sint-Michaël en Sint-George
- Ridder Grootkruis in de Koninklijke Orde van Victoria in 1906
- Queen Victoria Jubilee medal
- Coronation medal, 1902
- China War medal 1857-60
- Abyssinian War medal 1867-68
- Queen's South Africa medal 1899-1902 met vier gespen[1]
- Orde van de Rode Adelaar Ie Klasse (Pruisen)
- Grootkruis in de Orde van de Rijzende Zon (Japan)
- Dagorder (2x)